# Cerro Toluquilla

Le Cerro Toluquilla est un site archéologique situé à une centaine de kilomètres au Sud-Est de Mexico (Mexique).

## Historique
Pendant l'été 2003, de nombreuses empreintes de pas humaines et animales ont été découvertes sur le sol d'une carrière abandonnée, près de Cuenca del Valsequillo, située au sud de la ville de Puebla, Mexique, par la préhistorienne Silvia Gonzalez et le professeur David Huddart (tous deux appartenant à l'Université de Liverpool John Moores, Grande-Bretagne), et le professeur Matthew Bennett (Université de Bournemouth, Grande-Bretagne). Au moment de la découverte l'équipe travaillait à la datation et au tracé géologique du bassin de Cuenca del Valsequillo, dans le cadre d'un projet commun binational, "Proyecto Arqueológico Hueyatlaco", entre l'Institut National d'Anthropologie du Mexique (INAH), les universités de Mexico et du Texas. La raison en était la datation de restes humains découverts dans les dépôts volcaniques du volcan Toluquilla.
Les traces de pas fossilisées ont été découvertes dans des cendres volcaniques du site du Cerro Toluquilla, un volcan situé à 130 km au sud-est de Mexico. En se basant sur les sédiments lacustres déposés au-dessus de la couche volcanique, la datation des empreintes donne une estimation de - 38 000 ans. Les empreintes découvertes sur le site de Hueyatlaco, au nombre de 269, ont été préservées sous forme fossile dans les cendres volcaniques le long de ce qui fut le rivage d'un antique lac volcanique. Les premiers Américains, en marchant sur ces rivages, ont laissé leurs empreintes, par la suite recouvertes par les cendres et les sédiments du lac. Ultérieurement, lorsque le niveau de l'eau est monté, ces traces ont été submergées et ainsi préservées.
En avril 2006, une équipe d'archéologues de l'Université John Moores de Liverpool, conduite par Silvia Gonzales, ont découvert, dans le même site de Hueyatlaco de la Cuenca del Valsequillo, des restes humains fossilisés irréfutables. Les scientifiques viennent de dater ces ossements humains de 40 000 ans[réf. nécessaire].

## La datation
Les empreintes de pieds ont été scannées au laser et reproduites en images à trois dimensions à l'Université de Bournemouth. Approximativement 60 % des empreintes se sont avérées d'origine humaine, et 36 % d'entre elles ont été identifiées comme des pieds d'enfants, en raison de leur taille. Quelques empreintes forment des pistes dans certaines parties de la carrière et l'on estime que les adultes devaient mesurer entre 117 et 190 centimètres. L'équipe scientifique a utilisé de nombreuses techniques pour dater les empreintes, les ossements humains fossilisés et les sédiments entourant ces fossiles, y compris la datation à l'uranium. Les résultats indiquent une datation de 40 000 ans pour les ossements humains. Les empreintes de pas humaines et animales préservées dans la partie supérieure de la cendre sont plus anciennes.

## Nouvelle hypothèse
En analysant la roche volcanique elle-même par la méthode Argon 40/Argon 39, les scientifiques sont parvenus à des datations allant de 600 000 ans à 1,3 million d'années avant le présent. Une autre méthode de datation, le paléomagnétisme, a confirmé cette étude.
Paul Renne, professeur de géologie et directeur du Centre de Géochronologie de l'Université de Berkeley, Californie, États-Unis, déclare dans la revue Nature qu'il est impossible que les pas soient ceux de nos ancêtres. Sans proposer de solution de rechange, il montre l'impossibilité d'une présence « humaine » à cette époque dans la région. Il indique toutefois que si les preuves étaient apportées que les traces sont d'origine humaine, ce serait une découverte archéologique sans précédent. À cette période, l'espèce Homo sapiens n'existait pas encore. Et si l'Homo erectus se déployait sur la planète, en Europe, Afrique et Asie, pouvait-il déjà se trouver sur le continent américain ?
En France, Pascal Picq, paléoanthropologue au Collège de France et collaborateur du professeur Yves Coppens, est également partagé sur le sujet, et avoue "avoir encore du mal à y croire", mais pense que « ce ne serait pas la première fois que des bouleversements majeurs se produisent en paléontologie ». Il y a 6 à 7 millions d'années, toutes les caractéristiques que l'on a cru propres à l'homme existaient déjà et font partie d'un bagage ancestral commun.
Dans l'attente de confirmation de ces dates, la plupart des spécialistes préfèrent s'en tenir à celle de 40 000 ans, qui rend ces « Paléoaméricains » contemporains de ceux de Pedra Furada (Brésil), de Topper (États-Unis) et de squelette de Luzia (Brésil) et de ceux de Cerca grande (Brésil)[réf. nécessaire].

## Liens
Voir également : Théories du premier peuplement de l'Amérique
- http://www.mexicanfootprints.co.uk/
- (en) « News Update », sur ljmu.ac.uk via Internet Archive (consulté le 2 janvier 2024)
- « Traces de pas à Cerro Toluquilla », sur hominides.com via Wikiwix (consulté le 2 janvier 2024)
- (es) « América se descubrió 25.000 años antes de lo que se creía », sur terraeantiqvae (consulté le 2 janvier 2024)
- http://www.nerc.ac.uk/publications/planetearth/2005/autumn/aut05-footprints.pdf